# کتابخانه ملی کاتالونیا

لوگوی کتابخانه

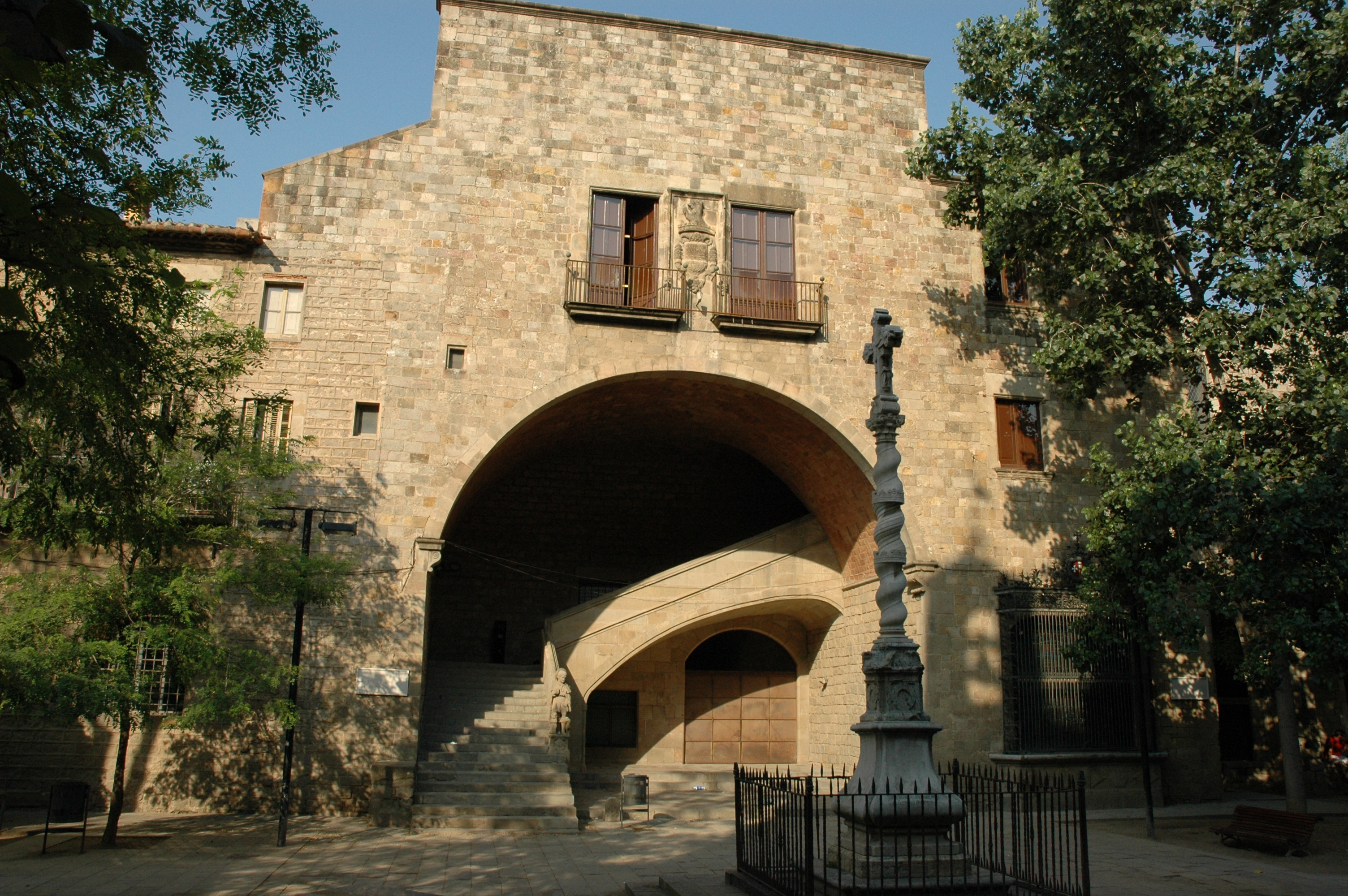
ورودی اصلی

کتابخانه ملی کاتالونیا (کاتالونیایی: Biblioteca de Catalunya; IPA: [biβɫiuˈtɛkə ðə kətəˈɫuɲə]) نام کتابخانه ملی کاتالان‌هاست که در بارسلون واقع شده است.
هدف این کتابخانه که در سال ۱۹۰۷ میلادی تأسیس شد، جمع‌آوری، حفظ و انتشار کتاب‌ها و اسناد نوشتاری مرتبط با فرهنگ و زبان کاتالان و حفظ و اشاعهٔ میراث کتاب‌شناختی آن است و در عینِ حال، مرکزی برای پژوهش و مشاورهٔ آموزشی نیز هست.
این کتابخانه ۸٬۸۲۰ مترمربع وسعت دارد و ۳ میلیون قلم کتاب، سند و جزوه را در خود جای داده است.